# Норман Вілкінсон
Но́рман Ві́лкінсон (англ. Norman Wilkinson; 24 листопада 1878, Кембридж — 30 травня 1971) — британський художник, який, як правило, працював з олією, аквареллю та сухому пункті. Він був перш за все художником-мариністом, але він також працював ілюстратором, та був камуфлером у воєнний час. Вілкінсон вважається винахідником корабельного «сліпучого камуфляжа» (Dazzle Painting), що широко використовувався для захисту торговельних і меншою мірою військових суден під час Першої і Другої світової війни.

## Біографія
Народився 24 листопада 1878 року в Кембриджі.
Відвідував школу «Berkhamsted School» у Гартфордширі, потім «St. Paul's Cathedral Choir School» у Лондоні.
Свої ранні твори став створювати в околицях Портсмута і Корнуолла, навчався в  Southsea School of Art  (в передмісті Портсмута), де пізніше був учителем. Брав уроки у мариніста Луї Гріра. У віці 21 рік навчався живопису в Парижі, і вже там зацікавився морською тематикою. Свою кар'єру художника почав як ілюстратор в 1898 році, коли його роботи були вперше прийняті виданням  Illustrated London News , з яким він співпрацював багато років. Також працював плакатисти.

## Робота над камуфляжами під час Першої світової війни

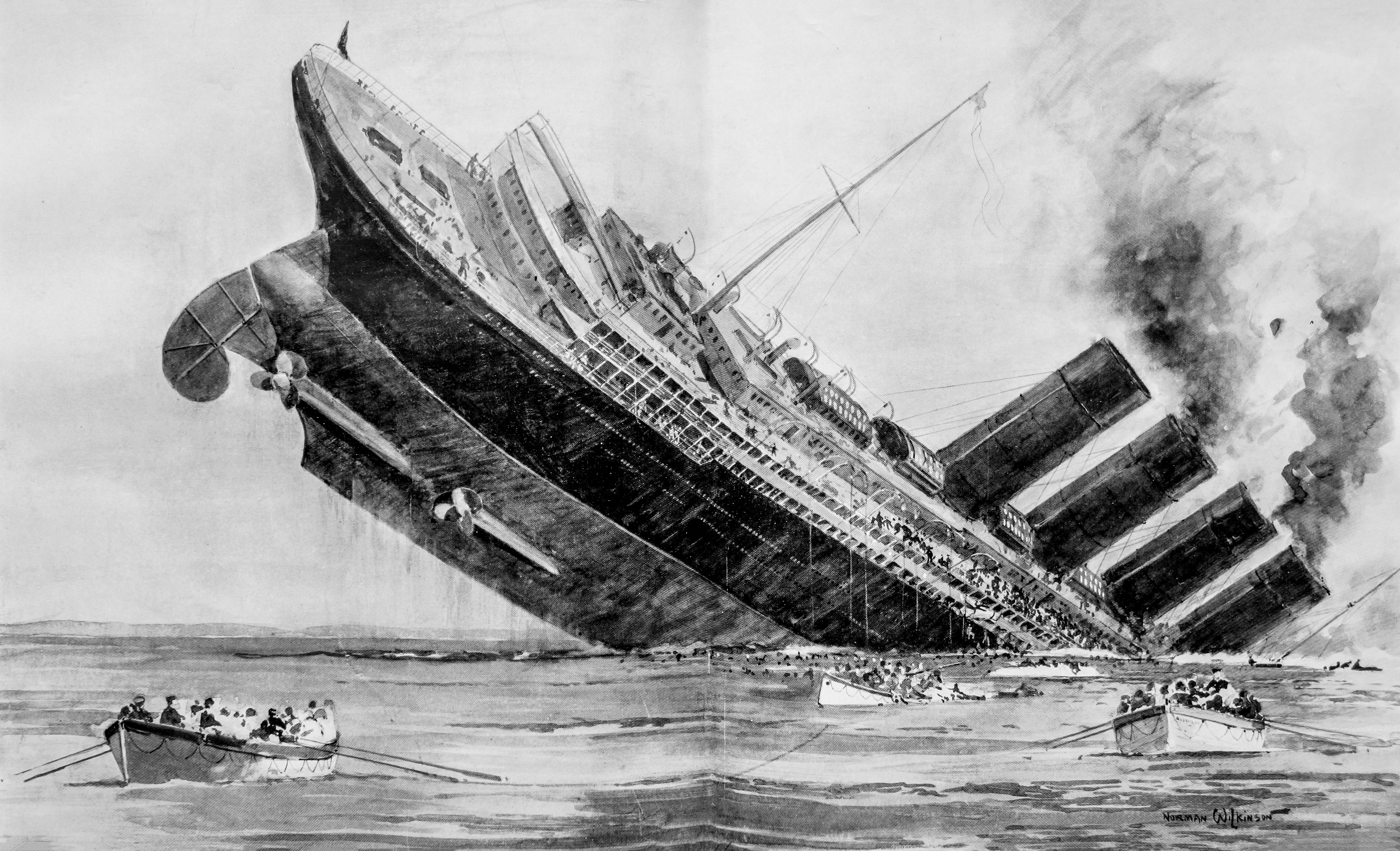
Н. Вілкінсон. Потоплення Луізітанії, гравюра. The Illustrated London News, May 15, 1915. P. 631

Під час Першої світової війни, під час служби в добровольчому резерві Королівського військово-морського флоту (Royal Naval Volunteer Reserve) був призначений для супроводу підводних човнів у Дарданеллах, Галліполі та Гібралтарі, а з 1917 року — до операції з мінування в порту Девонпорт. У квітні 1917 року німецькі підводні човни досягли безпрецедентного успіху в торпедних атаках на британські кораблі, затопивши майже по вісім кораблів на день. У своїй автобіографії Вілкінсон згадує момент, коли, спалахнувши прозрінням, він прийшов до того, що, на його думку, було б способом відповісти на загрозу від підводних човнів. Він вирішив, що, оскільки приховати корабель в океані майже неможливо (принаймні дим із труби буде видавати його завжди), набагато продуктивнішим буде питання: як зробити так, щоб у корабель було важче прицілитись у перископ? За його власними словами, він вирішив, що корабель слід розфарбовувати "не для приховування, а для того, щоб деформувати його обриси і тим самим не дати екіпажу підводного човна коректно визначити його курс"рсу.
Після початкових випробувань план Вілкінсона було прийнято Британським адміралтейством, і він був призначений начальником підрозділу військово-морського камуфляжу, який розміщувався в підвальних студіях Королівської академії мистецтв. Там він і близько двох десятків його помічників, художників і студентів (камуфлерів, модельєрів та архітекторів) розробили схеми сліпучого камуфляжу, наносили їх на моделі кораблів, які аналізували за допомогою досвідчених морських спостерігачів. В результаті аналізу готувалсь остаточні схеми камуфляжних шаблонів, які використовувалися іншими художниками в доках (одним з яких був художник Едвард Водсворт) для розфарбування справжніх кораблів. На початку 1918 року Вілкінсона було відряджено на місяць до Вашингтона в США, де він консультував ВМС США щодо створення подібного підрозділу (на чолі з Гарольдом Ван Баскірком, Еверетом Ворнером і Лойдом А. Джонсом).
Після війни виникла суперечка щодо того, хто є автором сліпучого камуфляжа. Коли Вілкінсон звернувся за визнанням до Королівської комісії з нагород винахідникам, йому кинули виклик кілька інших претендентів, особливо зоолог Джон Грем Керр, який запропонував використовувати деформаційний камуфляж на кораблях ще на початку війни. Проте в кінці судової процедури Вілкінсон був офіційно оголошений винахідником сліпучого камуфляжу та отримав грошову компенсацію.

## Робота над камуфляжами під час Другої світової війни
Під час Другої світової війни Вілкінсон також займався камуфляжем, але не морських суден, а аеродромів. Йому довелося багато переїжджати з місця на місце і він робив замальовки протягом всієї війни. У вересні 1944 року відбулася виставка The War at Sea, на якій  52 роботи художника були показані в лондонській Національній галереї. У 1945 і 1946 роках виставка побувала в Австралії і Новій Зеландії.
У 1906 році Вілкінсон був обраний членом  Royal Institute of Painters in Water Colours, ставши його президентом в 1936 році і займаючи цей пост до 1963 року. У 1919 році він був обраний почесним мариністом в Royal Yacht Squadron. Був також членом багатьох англійських і шотландських мистецьких товариств.
Помер Норман Вілкінсон 30 травня 1971 року.

## Творчість

Деякі роботи
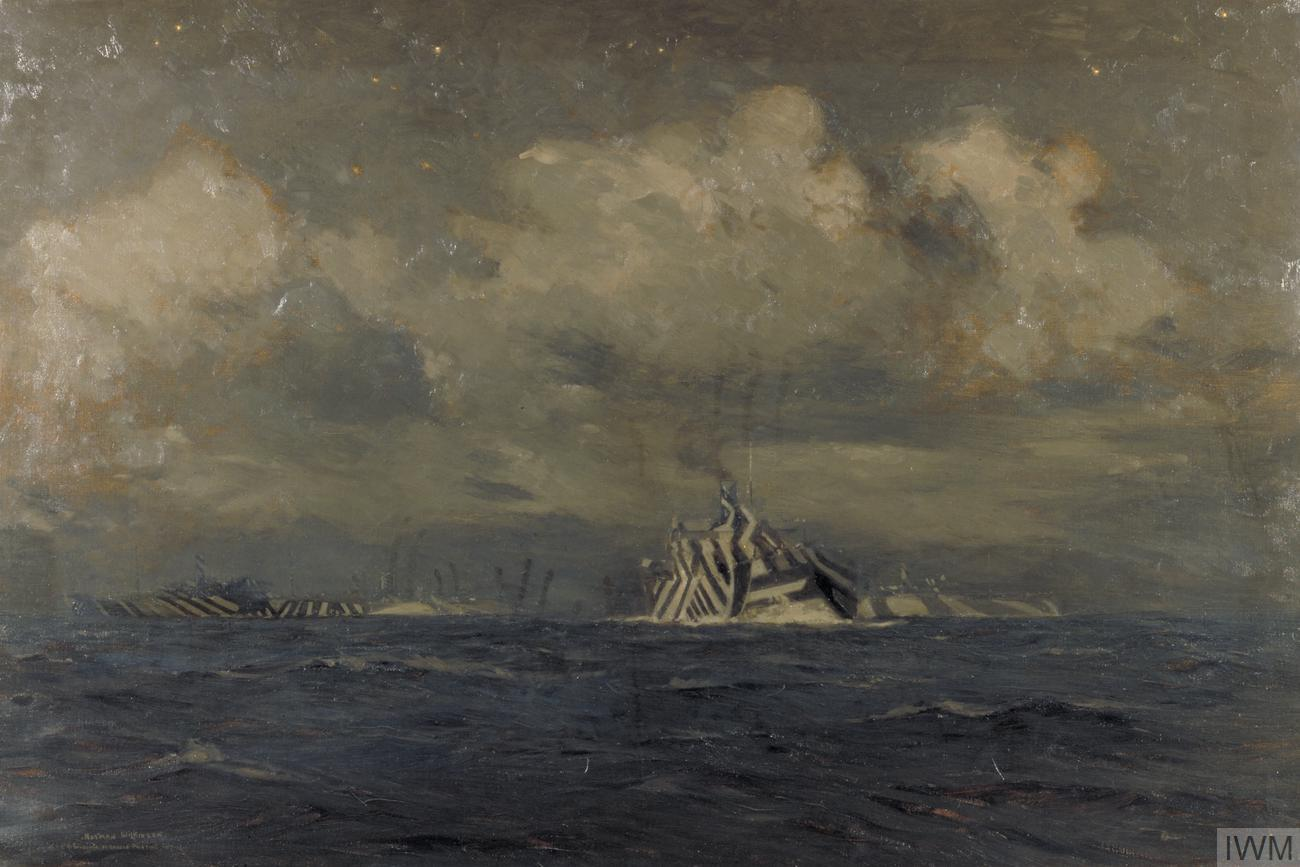
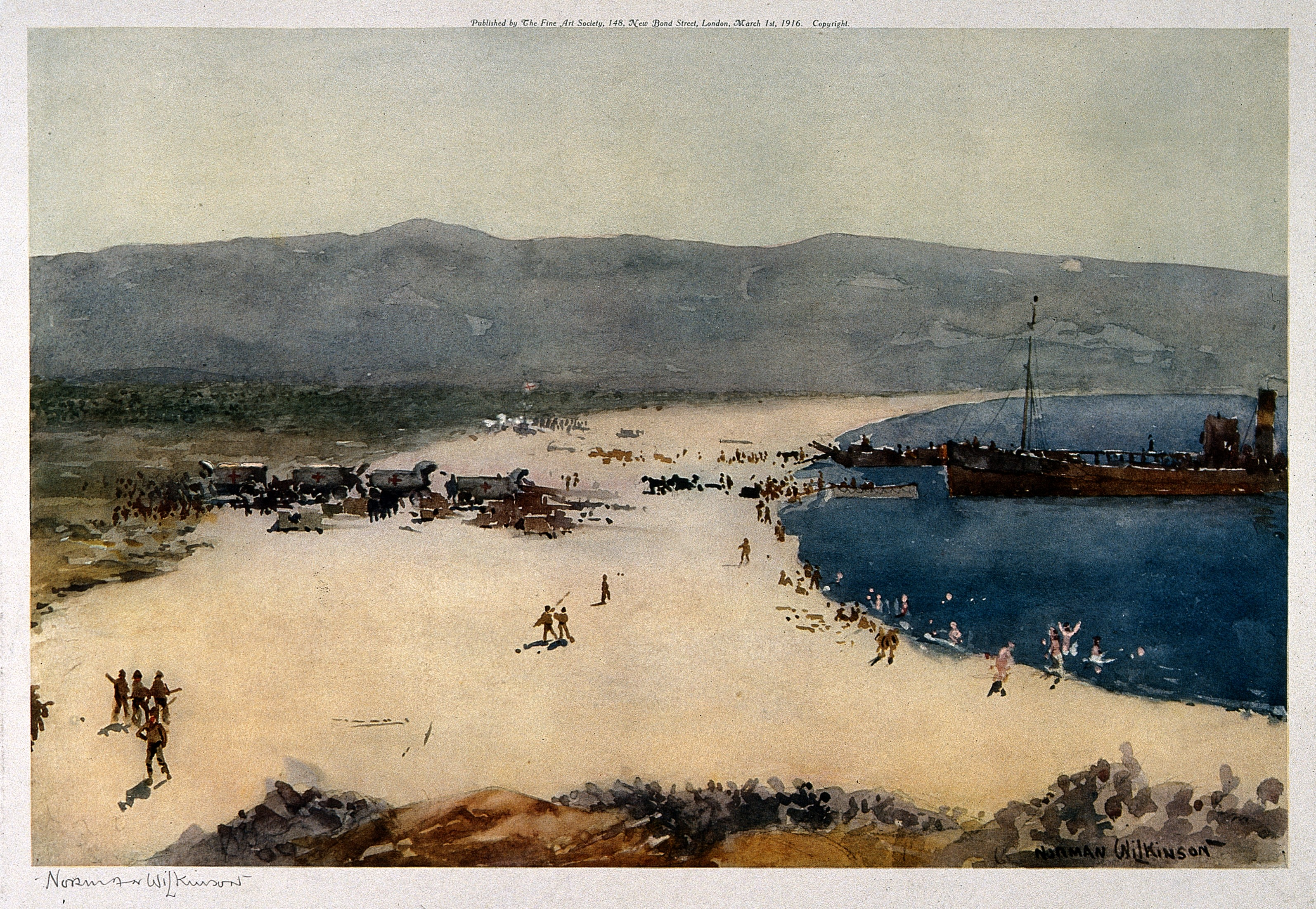
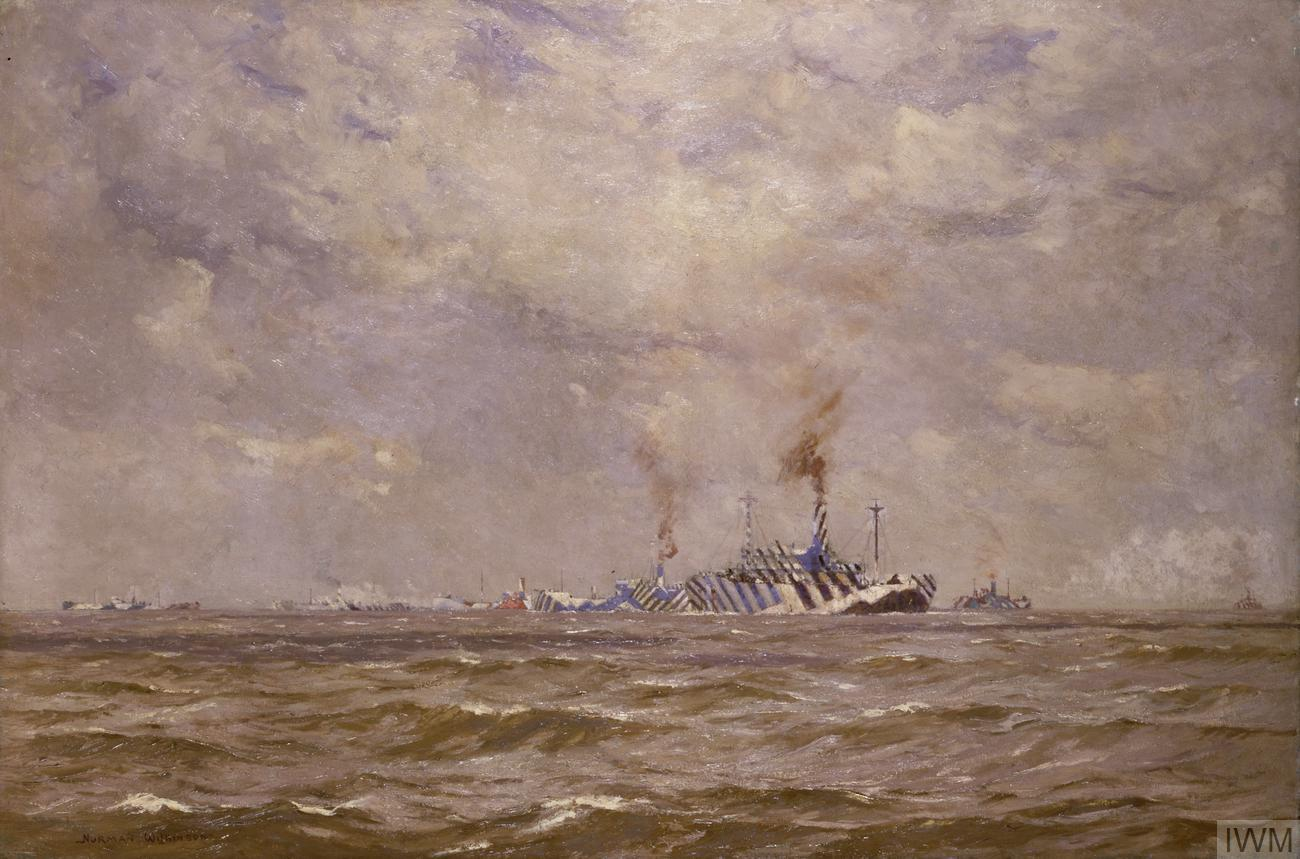
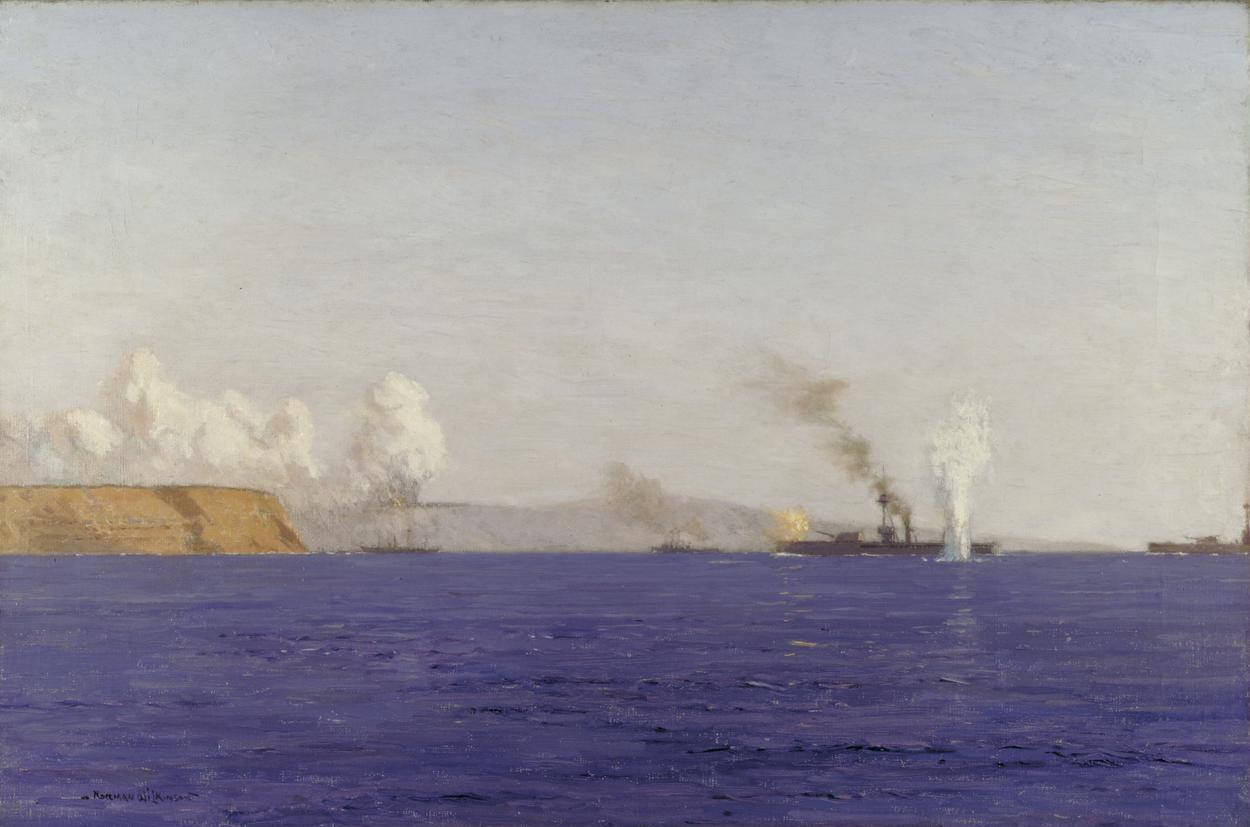

## Нагороди
У 1906 році Вілкінсон був обраний до Королівського інституту художників у водяних кольорах, став його президентом у 1936 році, і займав цю посаду до 1963 року. Він був обраний Почесним морським живописом в Королівську яхтну ескадру 1919 року. Був членом Королівського товариства британських художників, Королівського інституту олійних художників, Королівського товариства морських художників та Королівського шотландського товариства художників у водяних кольорах. Він був призначений офіцером ордена Британської імперії в Новорічних відзнаках 1918 року, та командувачем ордена в 1948 році.

## Експонати та колекції
Морські картини Вілкінстона розміщені у Національному морському музеї в Гринвічі, Королівській академії, Королівському суспільстві британських художників, Королівському інституті живописців у водяних кольорах, Королівському інституті олійних художників, Товариства образотворчого мистецтва, Інституті мистецтв Глазго, Художній галереї Вокер, Ліверпуль, Галерея абатства, Королівське товариство художників. Музей Імперської війни має понад 30 моделей кораблів, написаних у різних схемах Вілкінсона, переважно з 1917 року.
Вілкінсон створив першокласну кімнату для курців «Титанік», який отримав назву «Гавань Плімута», яка загинула, коли корабель спускався; а також порівняння живопису, під назвою «Підхід до Нового Світу», яке висіло у тому ж місці на сусідському кораблі «Титанік» — «Олімпійський».